# Synagogue de Bühl (1824-1938)
La synagogue de Bühl, inaugurée en 1824 sur la Synagenplatz (depuis 1898 Johannesplatz) à Bühl, a été incendiée par les nazis lors de la nuit de Cristal le 10 novembre 1938, comme la majorité des synagogues et autres lieux de culte juifs en Allemagne et en Autriche.
Bühl est une ville du Sud-Ouest de l'Allemagne, près de la frontière française, située dans le Land de Bade-Wurtemberg, district de Karlsruhe, arrondissement de Rastatt. Elle compte actuellement un peu moins de 30 000 habitants.

## Histoire de la communauté juive

### Les débuts de la communauté
La présence de Juifs est mentionnée pour la première fois en 1579 dans la ville de Bühl, appartenant au margraviat de Bade.
Après la guerre de Trente Ans (1618-1648), le nombre de foyers juifs à Bühl passe à douze et cette situation, avec des écarts mineurs, va perdurer jusqu'à ce que le margraviat de Bade soit unifié avec celui de Bade-Durlach en 1771. Après 1700, il y a parfois une famille juive dans chacune des petites villes à proximité immédiate de Bühl, par exemple à Waldsteg (aujourd'hui Bühl-Neusatz), Unzhurst (Ottersweier-Unzhurst) et Müllhofen (Bühl-Eisental) : les chefs de famille concernés tentent, parfois avec succès, d'obtenir la même protection que les Juifs de Bühl.
Les familles juives vivent principalement dans la rue principale dans le "Hänferdorf" et plus tard sur la Johannesplatz, où une maison existe avec une salle de prière depuis 1723 ou avant. Ils vivent à proximité immédiate des résidents chrétiens (catholiques), parfois sous le même toit.
Peu avant 1700, des Juifs de Bühl acquiert le monopole du commerce du fer et des bougies, en concurrence avec les commerçants et artisans non juifs. La plupart des Juifs sont pauvres et vivent du commerce de produits hétéroclites ou du commerce d'eau-de-vie, de bétail de faible valeur, de peaux d'animaux, de suif, de vieux vêtements, de ferraille et parfois vendent leurs marchandises à crédit ou contre des produits agricoles comme le vin. Quelques-uns prêtent de petites sommes d'argent, d'autres également empruntent de l'argent à des institutions ecclésiastiques. Après 1700, deux ou trois chefs de famille ouvrent un magasin où ils vendent des tissus et des vêtements, et plus tard aussi des épices, ce qui provoque des conflits avec les commerçants non juifs. L'un des commerçants juifs vers 1700 s'appelle Joseph Jacob. Il est l'un des trois Schultheiß (écoutète) du margraviat de Bade et s'occupe au nom du margrave de collecter l'argent annuel de protection et représente en même temps les intérêts des Juifs protégés. Joseph Jacob achète des chevaux à Francfort ou dans l'Allgäu pour le gouvernement et pour plusieurs régiments et fournit du foin pour une valeur de plus de 10 000 florins parfois avec des partenaires non juifs. Joseph Jacob entre à plusieurs reprises en conflit avec la communauté juive et avec le prêtre jésuite local en essayant d'acheter une maison située place du marché, près de l'église. Le prêtre et la communauté considèrent que l'achat de cette propriété est illégal. D'autres conflits éclatent concernant l'utilisation du pâturage communautaire, l'achats de plusieurs maisons ou l'obtention du statut de protégé à Bühl.
Le Juif protégé de Bühl Isaac Bodenheimer possède une maison avec une salle de prière, initialement avec le commerçant Schmaul (ou Samuel), puis seul. De 1730 à 1736, il est le Oberschultheiß (super-écoutète ou super-maire) des Juifs du margraviat de Bade. Il obéit aux ordres du gouvernement et, d’autre part, négocie avec succès avec le conseiller de la cour, par exemple, pour sauver de la potence un juif alsacien condamné à mort. Isaac Bodenheimer est également en contact direct avec le margrave Louis-Georges de Bade-Bade
Vers la fin du margraviat de Bade-Bade, les descendants du Schmaul reprennent le rôle de représentant de la communauté juive locale. Joseph Elias, le petit-fils de Schmaul, s'arrange en 1772 pour que son fils Samuel Joseph épouse Ella, une fille de Herz Netter de Buchsweiler (Bouxwiller) en Alsace, agent de la cour de Hesse-Hanau; son frère Löw Elias  épouse la fille de Hayum Levi, qui appartient au cercle des Juifs de cour de Karlsruhe.
À cette époque, les juifs de Bühl possèdent en plus de leur salle de prière, une auberge juive et un hospice pour l'hébergement des juifs mendiants de passage. Avec un système de « plaque » ou de ticket, ils sont nourris par des familles individuelles pendant leur séjour.

### La communauté auXIXeetXXesièclesjusqu'à l'arrivée du nazisme
À partir du début du XIXe siècle, la communauté juive dispose en termes d'équipements initialement d'une salle de prière, puis ultérieurement d'une synagogue, d'un mikvé (bain rituel) mentionné à partir de 1778 et d'une école confessionnelle de 1827 à 1876, puis école religieuse dans un bâtiment scolaire avec les appartements des professeurs, situé sur le mur du canal de la Johannesplatz. Les morts de la communauté sont d'abord enterrés dans le cimetière juif de Kuppenheim, ville située à environ 20 km de Bühl, puis à partir de 1833 dans un cimetière séparé sur le Honau au bout de l'actuelle Karl-Netter-Straße. En plus du rabbin, un enseignant est employé pour s'occuper des tâches religieuses de la communauté, enseignant la religion et conduisant les offices. Une autre personne est parfois engagée comme hazzan (chantre) et shohet (abatteur rituel).
Á partir de 1822-1823, Seligmann Schlenker, né en 1800 à Fürth, est engagé initialement comme enseignant privé, puis comme enseignant à l'école publique religieuse juive après son ouverture en 1827. En 1849 il devient rabbin à Ratisbonne où il décède en 1860. Á partir de 1830 Moses Sinzheimer (Sinsheimer) occupe le poste d'enseignant. En 1855, il fêtera ses 25 ans de service à ce poste.
Pendant la Première Guerre mondiale, la communauté juive de Bühl perd au front sept de ses membres. Leurs noms figurent sur les plaques commémoratives de l'hôtel de ville (Rathaus). Deux autres personnes, nées à Bühl, mais vivant avant la guerre dans une autre ville ont aussi été tuées.
En 1924, la communauté juive compte 122 personnes, soit 3,2% de la population totale de la ville d'environ 3 800 habitants. Ses dirigeants sont Albert Rosenfeld, Max Wertheimer et Moritz Leiber. Karl Bruchsaler est le hazzan (chantre). L'instruction religieuse des enfants juifs est donnée par le professeur principal Leo Hanauer. Les associations juives comprennent:  la Wohltätigkeitsverein (Association caritative), dirigée en 1924 par Albert Rosenfeld avec 28 membres; la Männerkrankenverein (Association pour la santé des hommes) avec 28 membres; la Synagogenchorverein (Association de la chorale de la synagogue); et la Frauenverein (Association des femmes), dirigée en 1924 par la femme de Sigmund Bühler et en 1932 par la femme de Leo Wertheimer. Avec 32 membres en 1932, elle a pour objet le soutien aux nécessiteux et aux malades.
En 1932, Moritz Lieber est le président de la communauté, Alfred Lion le premier vice-président et Julius Roos le second vice-président. Karl Bruchsaler est le hazzan. Au cours de l'année scolaire 1931-1932, neuf enfants de la communauté juive reçoivent une instruction religieuse.
Dès le XIXe siècle, de nombreuses sociétés commerciales juives participent à la vie économique de la ville. Il s'agit notamment des établissements commerciaux suivants : magasin d'antiquités Bernheim; distillerie de brandy Darnbacher; distillerie de brandy Darnbacher-Ries; magasin de vêtements pour hommes Dreifuss, propriété de Flora, Isaak et Samuel Dreifuss; bonneterie Edesheimer; magasin de textile Gernsbacher; boulangerie juive Heimann; magasin d'articles ménagers et généraux Mina Lieber; tissage et filature Massenbach; boutique de sous-vêtements Recha Metzger; boucherie juive Rosenfeld; papeterie, articles d'écriture et imprimerie Hugo Odenheimer et Berthold Schweizer; mercerie Rosenfeld; magasin de bétail Sigmund Sinsheimer; quincaillerie et articles ménagers Alfred Weil; mercerie Weil; magasin de bétail Wertheimer-Beisinger; magasin de céréales Gustav Wertheimer; quincaillerie Heinrich et Leo Wertheimer et commerce de bétail Max Wertheimer..

### Les Juifs d'Achern
Les Juifs vivant à Achern, ville située à seulement 10 km de Bühl, sont rattachés à la communauté juive de Bühl. Quelques Juifs s'y sont installés après 1850 et leur nombre évolue comme suit: 15 Juifs en 1864, 18 en 1875, 10 en 1880, 16 en 1890, 17 en 1900, 25 en 1910, 15 en 1925, 18 en 1933. Ces chiffres incluent les patients juifs hébergés à l'hôpital psychiatrique Illenau. Le nom d'Herbert Kaufmann, né en 1888 à Lichtenau et tombé à Achern pendant la Première Guerre mondiale en 1918, ne figure pas sur le monument aux morts de la ville érigé en 1935 après la prise de pouvoir des nazis. La famille du dentiste Walter Gerber, qui émigrera en Australie et celle de Max Hammel, dont la fille Hannelore sera assassinée au Camp de concentration de Natzweiler-Struthof en 1941, habitent la ville. La fabrique de faux et faucilles de la Kirchstraße a longtemps appartenu à Sigmund Bühler, habitant de Bühl. Les patients juifs de l'établissement Illenau sont suivis par le rabbin d'Offenbourg. Parmi les Juifs nés à Achern se trouve Julius Hirsch, né en 1892 et assassiné à Auschwitz en 1942. Membre du club de football FKV de Karlsruhe depuis 1902, avec lequel il devient champion d'Allemagne en 1910 et vice-champion d'Allemagne en 1912, il est en 1912 titulaire dans l'équipe allemande aux Jeux olympiques de Stockholm. En 1933, il est exclu du FKV en tant que juif.

### La périodenazieet laShoah
En 1933, à l'arrivée au pouvoir d'Hitler, il y a encore 72 résidents juifs à Bühl. Dans les années qui suivent un certain nombre de membres de la communauté juive vont déménager ou émigrer en raison des conséquences du boycott économique, de la privation de leurs droits et des représailles. En 1938, les entreprises juives sont contraintes d'arrêter leur activité ou d'être « aryanisées » comme la société Netter & Jacobi en mars 1938, qui est reprise par le groupe Mannesmann. La synagogue est détruite lors de la nuit de Cristal du 9 au 10 novembre 1938. Le 22 octobre 1940, les 26 résidents juifs de Bühl qui n'ont pas pu ou voulu émigrer sont déportés vers le camp de concentration de Gurs en France. Seuls deux Juifs Mischehe (mariés avec une aryenne) sont restés à Bühl. L'un d'eux sera déporté en 1945 au ghetto de Theresienstadt.
Sur les 72 Juifs identifiés lors du recensement du 17 juin 1933 à Bühl, 18 émigrent vers des pays européens et non européens en 1940 et 14 quittent Bühl pour s'installer dans d'autres villes allemandes.
Le 22 octobre 1940, jour de la fête de Souccot, les 26 citoyens juifs restés à Bühl, dont la plupart réside au Meierhof, sont conduits à travers la ville jusqu'à la prison, puis à la gare de marchandises, où les 17 femmes, huit hommes et un petit enfant de six ans sont poussés dans un train. Avec les 6 504 Juifs déportés du Bade-Wurtemberg et du Rhénanie-Palatinat, répartis dans neuf trains, ils arrivent le 25 octobre au camp d'internement de Gurs, dans le sud de la France, après un voyage de trois jours. La communauté juive de Bühl, vieille de plus de 350 ans a cessé d'exister.
Le mémorial de Yad Vashem de Jérusalem et le Gedenkbuch - Opfer der Verfolgung der Juden unter der nationalsozialistischen Gewaltherrschaft in Deutschland 1933-1945 (Livre commémoratif – Victimes des persécutions des Juifs sous la dictature nazie en Allemagne 1933-1945) répertorient 55 habitants nés, ou ayant vécu longtemps à Bühl parmi les victimes juives du nazisme.

### Population juive à Bühl

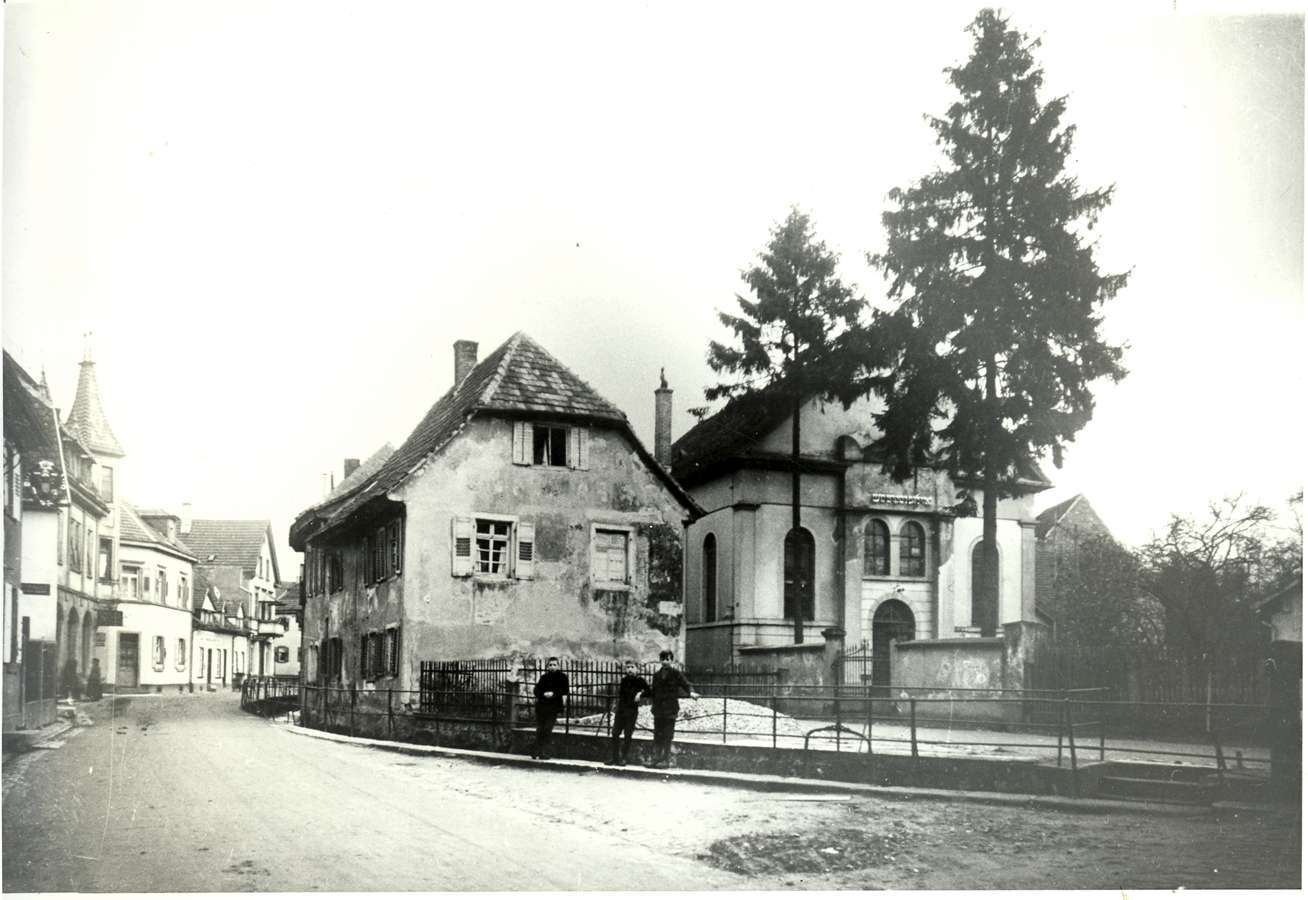
La synagogue et à côté la maison de l'enseignant

| Population juive à Bühl |                 |  |              |                 |
| Date                    | Nombre de Juifs |  | Date         | Nombre de Juifs |
| 1825                    | 222             |  | 1890         | 256             |
| 1832                    | 236             |  | 1895         | 229             |
| 1836                    | 245             |  | 1900         | 226             |
| 1839                    | 212             |  | 1905         | 208             |
| 1864                    | 301 (max)       |  | 1910         | 192             |
| 1871                    | 275             |  | 1924         | 122             |
| 1875                    | 290             |  | 1933         | 72              |
| 1880                    | 289             |  | Octobre 1940 | 26              |
| 1885                    | 278             |  | 1941         | 0               |

## Histoire de la synagogue

### Les premières salles de prière
Jusqu'au XIXe siècle, le quartier résidentiel juif se situait dans le quartier de la Johannesplatz et des rues latérales adjacentes (Hänferdorf).
À la fin du XVIIe siècle, dès que le nombre d'hommes juifs eut atteint le minian, le quorum de 10 hommes nécessaire pour les offices, les familles juives de Bühl installent une salle de prière. En 1696, le barbier Franz Oser de Bühl, qui est en conflit avec le juif protégé Joseph Jacob, rapporte que Jacob a installé une « synagogue diabolique » dans sa maison juste à côté de l'église, dans laquelle de la «petite racaille s'assemble tous les shabbat, dimanches et jours fériés». En 1705, Joseph Jacob achète l'auberge zum Adler aux enchères. Là encore, on l'accuse de vouloir fonder une synagogue au détriment de la religion chrétienne catholique. On ignore toujours s'il y avait réellement une salle de prière pour la communauté juive dans cette auberge, ou si elle était uniquement destinée à l'hébergement.
En 1723 au plus tard, la communauté juive dispose d'une salle de prière dans la maison de Schmaul et Isak Bodemer (ou Bodenheimer). Il s'agit de l'ancien bâtiment situé au 18 Schwanenstraße, une maison d'angle à trois étages au bout de la Schwanengasse, anciennement Kornlaubgasse, sur le canal commercial. La salle de prière se trouve peut-être au troisième étage ou dans le grenier de la maison. Un mikvé (bain rituel), a peut-être existé au sous-sol. En 1927, cette maison est démolie lors de la modernisation de la Johannesplatz.

### La construction de la synagogue
En 1821, la communauté juive de Bühl commence à planifier la construction d'une nouvelle synagogue dans un style plus agréable à la place de la synagogue délabrée existante. Elle achète à cet effet une maison juive appropriée et fait dresser un plan de construction qui est présenté à la Direction d'État grand-ducale de Bade à Bühl le 21 janvier 1822. La communauté souhaite financer le coût de la construction estimé à 6 000 florins sur ses fonds propres. Comme la communauté doit en même temps aménager un nouveau mikvé, il est initialement prévu de repousser le début de la construction de la synagogue. Mais finalement, il est décidé avec l'accord des autorités, de construire d'abord la synagogue et plus tard les bains. Le maître d'œuvre pour la construction de la synagogue est l'architecte J. Wagner de Baden-Baden.
La nouvelle synagogue est construite en 1823-1824 à proximité immédiate de l'ancienne salle de prière. Elle est inaugurée le 20 septembre 1824. Le journal de Karlsruhe décrit l'évènement: 
« Á l'occasion de l'inauguration de la synagogue locale, nous avons eu le plaisir d'entendre deux sermons en allemand du candidat au rabbinat E. Willstädter de Karlsruhe, que nous connaissions déjà par les journaux, et qui justifiait pleinement ces éloges antérieurs. Sa popularité, avec laquelle il sait rendre compréhensibles au peuple même les pensées les plus élevées, combinée à une conférence agréable, a mis tout le monde dans l'auditoire dans une ambiance de dévotion solennelle, et a laissé dans le cœur de chaque Israélite local le souhait de continuer à avoir un tel berger, qui présente au troupeau confié à ses soins l'immense domaine de la religion dans une vision claire, et non pas, comme les rabbins précédents, plein de mysticismes »
Le bâtiment est construit avec une façade classique qui se démarque des bâtiments résidentiels environnants. En hiver, les offices ont lieu dans une des salles du rez-de-chaussée, car la spacieuse synagogue est trop froide. En 1837, le bureau du district de Bühl renforce certaines dispositions relatives à l'ordre dans la synagogue. En entrant dans la synagogue, les visiteurs doivent porter une tenue respectable. Fumer la pipe dans la synagogue est dorénavant passible d'une sanction.
Les relations entre les résidents juifs et chrétiens sont très correctes au milieu du XIXe siècle, ce qui se reflète dans certaines occasions spéciales de la vie de la synagogue. Lorsqu'en avril 1852, l'archevêque de Fribourg Hermann von Vicari interdit le requiem pour le défunt grand-duc Léopold dans l'église catholique de Bühl, qui avait été ordonné par l'Oberkirchenrat (Conseil supérieur de l'Église) catholique sans sa participation, de nombreux catholiques de Bühl assistèrent au service funèbre dans la synagogue. .

### La réforme des offices
En 1858, la synagogue a été rénovée. À l'occasion de la réouverture, le couple Joseph et Henriette Bielefeld fait don d'une menorah de valeur. Deux ans plus tard, un grand lustre doré est ajouté à cette donation par le même couple. Ce lustre est formé d'un récipient en verre rouge contenant l'huile de la lampe éternelle (ner tamid) à la mémoire des défunts, surplombé de six bougeoirs. Dans les années 1850, des changements importants dans la célébration du culte et dans l'interprétation des mélodies sont introduits dans de nombreuses synagogues du pays. La communauté juive de Bühl est une des premières petites communautés à adopter ces changements. À cette époque, un harmonium est installé dans la synagogue. Selon un rapport de 1856, les chants en hébreu sont chantés suivant la ligne mélodique de Brunswick et les mouvements musicaux monophoniques individuels selon les mélodies introduites à Mannheim. En général, le livre de prières de Mannheim est utilisé dans la mesure du possible dans la synagogue locale selon l'amendement décidé par la conférence religieuse du Conseil supérieur grand-ducal. Comme livre de prières, la communauté juive de Bühl adopte le livre de prières de Mannheim. En 1858, la chorale de la synagogue est fondée. Tous ces changements ne sont pas du goût de tous les membres. Á l'occasion du 25e anniversaire de service du hazzan (chantre), David Brandeis, le Allgemeine Zeitung des Judentums rapporte: 
« Le chantre local David Brandeis, homme de la vieille école et d'un âge très avancé, s'est engagé avec la plus grande abnégation et dévotion au grand effort, que l'ordre et le mode d'exécution introduits dans le service religieux local depuis un certain nombre d'années, à savoir depuis l'inclusion d'un physharmonica [= harmonium], lui ont été imposés ... »
Sous la direction du rabbin Schott, cette nouvelle liturgie va faire des émules dans les communautés juives voisines comme le signale le Allgemeinen Zeitung des Judentums:
« Partout où les bonnes choses prospèrent, elles méritent d'être portées à la connaissance de tous pour encourager toutes les bonnes volontés. La communauté israélite locale, sous la direction de son rabbin, M. Schott, réorganise son service depuis 6 ans sur le modèle du livre de prières de Mannheim, afin que le chant choral accompagné d'un physharmonica, récitation riche en performances de plusieurs prières hébraïques, les prières et sermons en allemand, dans le calme et la tranquillité auxquels la communauté s'est habituée, forment un ensemble harmonieux et dévotionnel. De nombreux étrangers qui ont assisté au service local ont également affirmé… qu'ils s'estimeraient chanceux si une amélioration similaire était introduite dans leur communauté… et nous pouvons signaler avec plaisir que non seulement dans certaines synagogues du district du rabbinat de Bühl, par exemple à Rastatt, Gernsbach, Hörden et Rheinbischofsheim,…  mais que notre exemple est aussi imité plus loin. Par exemple, la communauté israélite de Ladenburg a demandé il y a quelques années que la liturgie de la synagogue de Bühl soit imitée… et récemment deux communautés du district rabbinique de Sinsheim, Berwangen et Neidenstein, ont envoyé leurs enseignants ici, à l'instigation de leur digne rabbin Geismar, pour étudier l'office du shabbat et celui des jours ouvrables, puis pour les introduire dans leurs synagogues… »
En 1860, un différend oppose la communauté juive avec le conseil municipal de la ville. La municipalité décide de transformer le chenal se trouvant immédiatement à côté de la synagogue en un étang servant à abreuver et nettoyer le bétail. Les travaux nécessaires commencent sur-le-champ. Le conseil de la synagogue et le rabbin du district vont se plaindre au bureau du district qui ordonne l'arrêt des travaux.
En 1874, le Bühler Wochenblatt rapporte un cambriolage dans la synagogue au cours duquel la boîte à tsedaka a été volée. La synagogue a été également sérieusement souillée.

### La destruction de la synagogue
Dès 1930, les murs extérieurs de la synagogue sont enduits à plusieurs reprises de croix gammées. Malgré la déclaration du maire et du conseil municipal contre ces attaques, qualifiées d'absurdes, les auteurs n'ont pas été condamnés. Le 8 avril 1935, la première attaque sérieuse contre la synagogue de Bühl a lieu. Quatre hommes résidant à Bühl escaladent le mur de la cour de la synagogue pendant la nuit. Deux d'entre eux font irruption à l'intérieur de la synagogue par une fenêtre, déchirent le parokhet (rideau situé devant l'Arche Sainte) et retirent les Sifrei Torah (rouleaux de la Torah) de leur robe en velours. Ils endommagent l'harmonium de la galerie et finalement transportent les rouleaux de la Torah, leur robe et des livres de prières jusqu'à la propriété voisine. Le principal coupable tente en vain de mettre le feu aux rouleaux. Finalement deux rouleaux sont jetés dans la Bühlot, la rivière qui traverse Bühl. Le principal auteur est condamné à 11 mois de prison.
Lors de la nuit de Cristal, la synagogue est incendiée le matin du 10 novembre 1938. L'action est menée par la direction du district du Parti nazi. Friedrich Gißler, un des premiers membres de la SA, qui distribue à Bühl, le journal nazi Der Stürmer et le quotidien nazi du Gau Baden-Elsass Der Führer, se rend à la synagogue, après avoir fini de livrer ses journaux. Selon ses déclarations, il y a déjà une trentaine de personnes devant la synagogue et une vingtaine d'autres à l'intérieur qui emportent des objets hors de la synagogue, les entassent sur la place devant la synagogue et y mettent le feu. À l’intérieur de la synagogue, c’est le chaos le plus total. Tout est en désordre, les bancs ont été renversés, les bureaux à l'intérieur ont été éventrés, les livres de prières ont été éparpillés sur le sol, l'harmonium au premier étage a été renversé. À 9 heures du matin, Friedrich Gißler met le feu à la synagogue, puis se rend dans la maison du hazzan (chantre) Bruchsaler dans le Meierhof et aide les personnes présentes à détruire l'appartement. Il retourne ensuite à la synagogue située à quelques mètres de là et lance des bouteilles remplies d'essence ou de pétrole dans la synagogue depuis une échelle installée sur le mur latéral afin d'accélérer l'incendie. Les pompiers reçoivent comme instruction de protéger uniquement les bâtiments voisins. Vers midi, la synagogue est complètement détruite. Des jeunes brisent les fenêtres du rabbinat à coups de pierres. Dans les jours qui suivent la destruction de la synagogue, l'administration de la ville fait raser les ruines incendiées, y compris le bâtiment de l'école juive. La communauté juive doit payer pour ces travaux la somme de 1 400 marks. N’ayant plus cet argent, elle décide de vendre le terrain de la synagogue. Après la destruction de la synagogue, une salle de prière est aménagée dans une maison juive au Meierhof jusqu'à ce que les Juifs restés à Bühl soient déportés au camp de Gurs en octobre 1940.
Lors du procès de l'incendie de la synagogue en 1947, seuls Gißler et deux autres complices, le trésorier du district du parti nazi, Hans Ringwald, et le directeur du bureau de district du Nationalsozialistische Volkswohlfahrt (NSV = Secours populaire national-socialiste), Eduard Börner, font l'objet d'une enquête. Gißler qui a mis le feu à la synagogue est condamné à cinq ans de prison, tandis que les deux autres accusés sont condamnés à quatre mois de prison,. La majorité des participants connus ou inconnus ne sont pas inquiétés.
En 1983, un bâtiment est construit sur le terrain où était située la synagogue. Le 10 novembre 1983, le bourgmestre de Bühl, Ulrich Wendt et des représentants du Conseil supérieur des Israélites de Baden dévoilent une pierre commémorative au 10 Johannesplatz pour rappeler la synagogue détruite.

### Les rabbins de Bühl
En 1827, Bühl devient le siège du rabbinat de district, qui regroupe 15 communautés juives de la région. Les rabbins suivants étaient actifs dans la communauté :
- Abraham Ascher, né en 1794 à Wallerstein, est rabbin à Mannheim de 1820 à 1826, avant de devenir rabbin à Bühl de 1826 jusqu'à sa mort en 1837 [9].
- Ephraim Willstätter, né en 1810 à Karlsruhe, est le premier administrateur du rabbinat en 1837, avant de devenir à partir de 1839 rabbin de district à Bühl[10]. En 1850, il déplace le siège officiel du rabbinat de district à Rastatt et est nommé en 1855 rabbin de district à Gailingen.
- Leopold Schott, né en 1807 à Randegg en Basse-Autriche, rabbin à Randegg de 1833 à 1852, et également administrateur du rabbinat à Gailingen; de 1855 jusqu'à sa mort en 1869, il est rabbin de district à Bühl[11].
- Dr Baruch Mayer, né en 1845 à Müllheim. Il est rabbin de district à Bühl de 1885 à 1925. Il jouit d'une grande popularité, et est après 1911 nommé rabbin de conférence, et citoyen d'honneur de la ville de Bühl. Il décède en 1927 à Bühl.

Après le départ à la retraite du rabbin Mayer, le district rabbinique de Bühl est rattaché à celui d'Offenbourg.